# Neolophonotus raptor
Neolophonotus raptor là một loài ruồi trong họ Asilidae. Neolophonotus raptor được Londt miêu tả năm 1988. Loài này phân bố ở vùng nhiệt đới châu Phi.